# VS-30
VS-30 е бразилска експериментална ракета. VS-30 може да достигне до 140 km височина. При излитане генерира 102 kN тяга и има обща маса 1400 kg. Диаметърът ѝ е 0,56 m, а дължината ѝ – 5 m.